# جنوب بهشت، غرب جهنم
جنوب بهشت، غرب جهنم (به انگلیسی: South of Heaven, West of Hell) فیلمی محصول سال ۲۰۰۰ و به کارگردانی دوایت یوآکم است. در این فیلم بازیگرانی همچون دوایت یوآکم، وینس وان، بیلی باب تورنتون، بریجیت فوندا، پیتر فوندا، پل روبنز، باد کرت، مایکل جیتر، بو هاپکینز، لوک اسکیو و جو الی ایفای نقش کرده‌اند.